# تیم ملی بسکتبال لتونی
تیم ملی بسکتبال لتونی (به لتونیایی: Latvijas basketbola izlase) نماینده لتونی در مسابقات بین‌المللی بسکتبال است . این تیم توسط فدراسیون بسکتبال این کشور سازماندهی و اداره می شوند. لتونی ۱۵ بار به قهرمانی بسکتبال اروپا رسیده است ، زمانی که آنها نخستین تیم قهرمان این مسابقات در سال ۱۹۳۵ شدند . چهار سال بعد ، آنها دوم شدند. پس از سال ۱۹۳۹، به دلیل اشغال کشورهای بالتیک در طول جنگ جهانی دوم ، لتونی مجبور شد فعالیت های تیم ملی خود را متوقف کند. لتونی در سال ۱۹۹۱ استقلال خود را به دست آورد و تیم ملی آنها یک سال بعد بار دیگر در مسابقات بین‌المللی شرکت کرد.